# Maxime Pauty
Maxime Dimitri Pauty (ur. 20 czerwca 1993 w Clamart) – francuski szermierz, florecista, złoty i brązowy medalista olimpijski i srebrny medalista mistrzostw świata.
Walczy prawą ręką. Na igrzyskach olimpijskich w Tokio Francuzi w składzie: Julien Mertine, Enzo Lefort, Maxime Pauty i Erwann Le Péchoux zdobyli złoty medal. Na tej samej imprezie zajął 21. miejsce w rywalizacji indywidualnej. Drużynowo zdobył także srebro na mistrzostwach świata w Budapeszcie (2019) oraz złoto podczas mistrzostw Europy w Düsseldorfie (2019).
W 2024 roku w barwach Francji ponownie wziął udział w Letnich Igrzyskach Olimpijskich w Paryżu, gdzie w rywalizacji indywidualnej odpadł w ćwierćfinale, a w turnieju drużynowym zdobył brązowy medal.
Ponadto zdobył drużynowo srebrny medal na igrzyskach europejskich w Krakowie w 2023 roku.

## Odznaczenia
- Chevalier Orderu Legii Honorowej – 2021[3]